# Judith Augoustides
Judith Augoustides, née le 10 avril 1975 à Friedrichroda en Allemagne de l'Est, est une joueuse de volleyball de plage sud-africaine. Avec sa coéquipière Vita Nel, elle a participé aux Jeux olympiques d'été de 2008.